# Risoluzione Vandenberg
La risoluzione Vandenberg (risoluzione n° 239) fu una risoluzione del Senato degli Stati Uniti proposta e fatta approvare dal Presidente della Commissione Affari Esteri del Senato e Presidente Pro Tempore del Senato americano Arthur Vandenberg l'11 giugno 1948.
La risoluzione permise di superare l'impasse diplomatico venutosi a creare dal conflitto di interessi, che sarebbe sorto dalla possibilità di immediata entrata in guerra degli Stati Uniti d'America in difesa dei loro alleati nord-atlantici, per mezzo di un'alleanza multipolare, come la NATO (1949), e il potere decisionale del Senato di impiegare gli Stati Uniti in una guerra.
Al fine di giungere a tale risoluzione, i funzionari del Dipartimento di Stato, dopo aver assunto una posizione comune di sostegno per l'idea di un trattato di alleanza con le nazioni firmatarie del Trattato di Bruxelles e col Canada, approntarono insieme un testo che bilanciava le preoccupazioni dei loro alleati europei, del Senato, e dell'esercito statunitense.
Le politiche interne degli Stati Uniti, in particolare quelli derivanti dalle elezioni presidenziali del 1948, hanno avuto un ruolo importante nei negoziati internazionali e del Congresso. Discussioni tra amministrazione governativa e il leader repubblicano, riguardo agli accordi di sicurezza collettiva in Europa si svolsero tra aprile e giugno 1948. Dalle discussioni emerse la possibilità di una vittoria repubblicana alle elezioni presidenziali del 1948, a cui peraltro Vandenberg era candidato.
Durante i colloqui tenutisi con il Segretario di Stato George C. Marshall e il Sottosegretario Robert A. Lovett, Vandenberg abbracciò la necessità di un'alleanza nord-atlantica e accettò di sostenerla in Senato, dietro garanzia che negoziati sostanziali con le altre nazioni fossero ritardati fino a dopo le elezioni e la Carta delle Nazioni Unite sarebbe stata più chiaramente affermata.
L'11 maggio 1948 Vandenberg presentò una risoluzione formulata con Lovett e approvata dalla Commissione del Senato agli Affari Esteri.
L'11 giugno 1948 il Senato approvò con una votazione di 82-13 la risoluzione, consigliando il Presidente di cercare la sicurezza degli Stati Uniti e del mondo libero attraverso il sostegno di accordi di mutua difesa, che operavano all'interno della Carta delle Nazioni Unite, ma al di fuori del Consiglio di Sicurezza, dove il veto sovietico avrebbe contrastato accordi di difesa collettiva.
La risoluzione rifletteva alcuni dei principi della politica estera americana sotto l'amministrazione Truman e fu un punto di svolta per la tradizione diplomatica americana che fin dai tempi del primo presidente George Washington aveva sostenuto la necessità americana di non stringere alleanze vincolanti.